# Aechmea rubrolilacina
Aechmea rubrolilacina là một loài thực vật có hoa trong họ Bromeliaceae. Loài này được Leme mô tả khoa học đầu tiên năm 1993.

## Hình ảnh

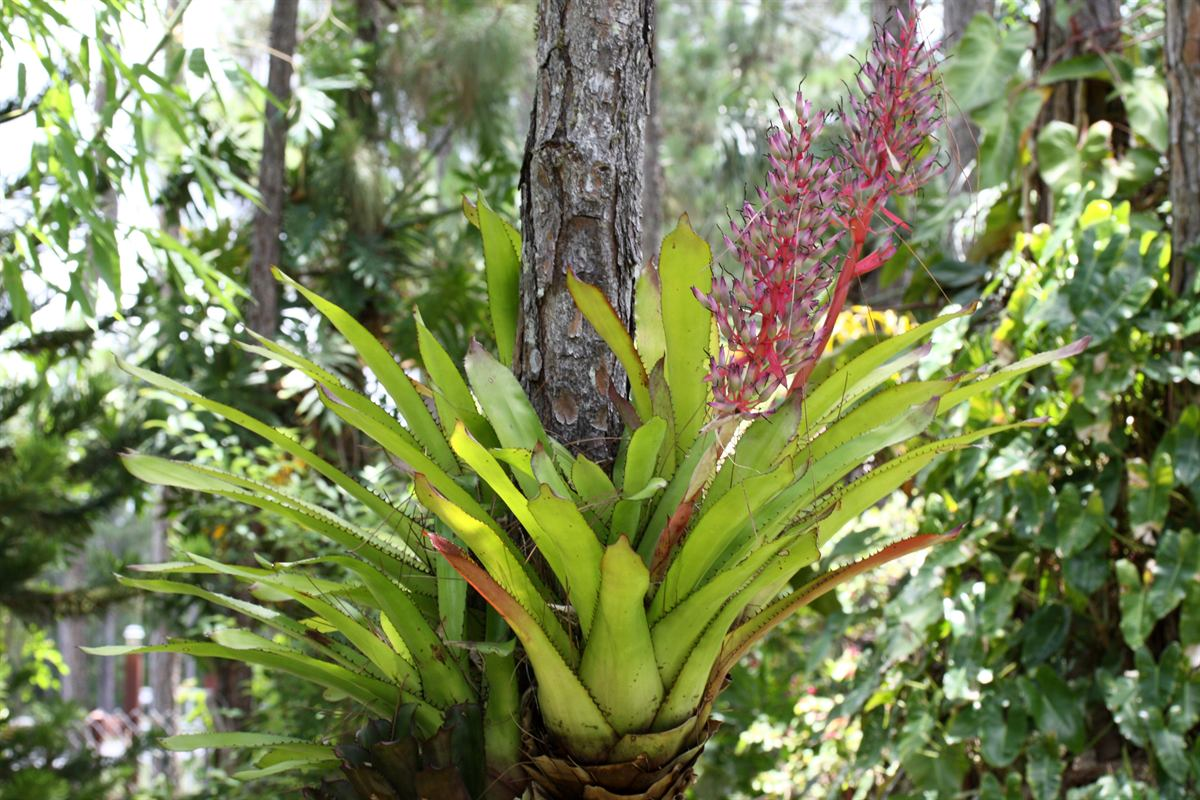